# Caisse interprofessionnelle marocaine de retraites
Pour le satellite d'observation de la Terre, voir CIMR (satellite).
La Caisse Interprofessionnelle Marocaine de Retraite, plus connue sous le nom de CIMR, est une société mutuelle de retraite. Elle a été créée en 1949. 
Elle est gérée par un conseil d’administration au sein duquel siègent les managers d’entreprises parmi les plus grandes et les plus performantes au Maroc. Ses résultats sont chaque année certifiés par un auditeur indépendant. La pérennité du régime CIMR est suivie de près par l’établissement d’un bilan actuariel annuel, certifié par un actuaire indépendant. 
La CIMR gère ainsi un régime de retraite au bénéfice de ses affiliés. Tous les bénéfices qu’elle dégage sont reversés dans le fonds et profitent donc aux pensions des affiliés.